# Матчи претенденток 1971
Матчи претенденток 1971
4 участницы, в том числе А. Кушнир (участница матча на первенство мира 1969), Н. Александрия, Т. Затуловская и М. Лазаревич (победительницы межзонального турнира в Охриде, 1971). В п/ф матчах Александрия выиграла у Лазаревич, Кушнир — у Затуловской. В финале Кушнир, победив Александрию, в третий раз подряд завоевала право на матч с чемпионкой мира. 